# Los papeles del Notion Club
Los papeles del Notion Club es el título de una novela abandonada de J. R. R. Tolkien, escrita durante 1945 y publicada póstumamente en El fin de la Tercera Edad, el noveno volumen de La historia de la Tierra Media. Es una historia de viajes espacio-tiempo-sueños, escrita al mismo tiempo que desarrollaba El Señor de los Anillos. La historia gira alrededor de las reuniones de un grupo de debate sobre arte en Oxford llamado el Notion Club, una ficcionalización (y un juego de palabras) del propio club de Tolkien, los Inklings.
Durante estas reuniones, Alwin Arundel Lowdham habla de sus sueños lúcidos sobre Númenor. A través de estos sueños, descubre mucho sobre la historia de Númenor y las lenguas de la Tierra Media (sobre todo quenya, sindarin y adunaico —este último es muy interesante, ya que es la única fuente de la mayoría del material de esta lengua). Aunque no está acabada, al final de la historia conservada es claro que el propio Lowdham es una reencarnación de Elendil («Alwin» es una modernización del nombre «Ælfwine», del anglosajón, ‘amigo de los elfos’, o «Elendil» en quenya). Otros miembros del club también mencionan sus sueños vívidos de otros tiempos y lugares.
Tolkien no sólo creó encuentros ficticios para estos papeles, sino que también creó una historia ficticia para el manuscrito de los papeles. De acuerdo con estos, las reuniones tuvieron lugar en los años 1980; incluso se mencionan acontecimientos ocurridos en los años 1970 y 1980. Cerca de una cuarta parte de los papeles fueron encontrados entre sacos de papeles desechados en 2002 en Oxford por un tal Sr. Green. El Sr. Green publicó una primera edición que contenía fragmentos de estos papeles, indicando que fueron escritos en los años 1980 por uno de los participantes. Dos estudiantes leyeron esta edición, pidieron examinar los manuscritos y después presentaron un informe completo. Las «Notas a la segunda edición» mencionan la evidente contradicción en la fecha de los manuscritos, y se presenta una alternativa: podrían haber sido escritos en los años 1940.
Estos papeles, que contenían comentarios de la Trilogía Cósmica de C. S. Lewis, recuerdan a uno del propio Lewis sobre el poema de Tolkien «La balada de Leithian», en el cual Lewis creó una historia ficticia de una beca del poema e incluso se refería a otra tradición manuscrita para recomendar cambios en el poema.
Los papeles del Notion Club se pueden ver como un intento de reescribir «El camino perdido», publicado y tratado en El camino perdido y otros escritos, o como otro intento de concordar la leyenda númenóreana con un cuento moderno. No hay, sin embargo, conexión directa entre los escenarios modernos de las dos historias dentro del marco ficticio.
Jane Stanford relaciona Los papeles del Notion Club con Los papeles del Johnson Club en su biografía de John O'Connor Power, Ese irlandés. Los dos libros tienen una portada parecida. El Johnson Club fue una «escuela pública» que se reunía en tabernas, como los Inklings. Los dos clubes presentaban papeles «que eran leídos ante los miembros y comentados». Samuel Johnson, como Tolkien, tenía una fuerte conexión con el Pembroke College de Oxford. Stanley Unwin, el editor de Tolkien, era el sobrino de Fisher Unwin, el miembro fundador del Johnson Club.
De acuerdo con Christopher Tolkien, si su padre hubiera continuado Los papeles del Notion Club, habría conectado el mundo real de Alwin Lowdham con su ancestro epónimo Ælfwine de Inglaterra (quien compiló los Cuentos perdidos) y con la Atlántida. Uno de los miembros del Notion Club, Michael George Ramer, combina sueños lúcidos con viajes temporales y experimenta el tsunami que hundió Númenor. No puede distinguir si es historia, fantasía, o algo entre estas dos.
Los papeles del Notion Club menciona una gran tormenta ocurrida durante 1987 en Inglaterra, y añade un comentario ficticio que incluso la sitúa el 12 de junio. Esta nota da evidencias de que la obra podría no haber sido escrita en los años 1940, a no ser que se reconozca que «alguna persona o personas en los años 1940 poseían poderes premonitorios». En la vida real la Gran Tormenta de 1987 ocurrió el octubre de ese año.